# Bad Vigaun
Bad Vigaun est une commune autrichienne du district de Hallein dans l'État de Salzbourg.